# Bob, az utcamacska
A Bob, az utcamacska (eredeti cím: A Street Cat Named Bob) 2016-ban bemutatott brit életrajzi filmdráma, amelyet Roger Spottiswoode rendezett. A film alapjául James Bowen író azonos című regénye, illetve a Bob szerint a világ című műve szolgált, jelentősen átdolgozott történettel. A főbb szerepekben Luke Treadaway, Ruta Gedmintas, Joanne Froggatt és Anthony Head látható.
Az Egyesült Királyságban 2016. november 4-én mutatták be a mozikban.

## Rövid történet
Egy gyógyulófélben lévő drogfüggő fiatalember találkozik egy vörös szőrű kóbor macskával, amitől mindkettejük élete megváltozik. A fiatalember eredetileg úgy dönt, hogy megpróbálja meggyógyítani és felerősíteni a macskát, ezután útjára akarja engedni, de a később Bobnak elnevezett macska mindenhová követi őt, és végül egymástól elválaszthatatlanná válnak. A film a könyvtől nagyban eltér, bár az eredeti alapszituációra épül.

## Szereplők
| Szereplő                   | Színész             | Magyar hang            |
| -------------------------- | ------------------- | ---------------------- |
| James Bowen                | Luke Treadaway      | Horváth Illés          |
| Bob                        | Bob                 | Eredeti hang           |
| Elizabeth "Betty" Robinson | Ruta Gedmintas      | Csondor Kata           |
| Val                        | Joanne Froggatt     | Urbán Andrea           |
| Jack Bowen                 | Anthony Head        | Epres Attila           |
| Hilary                     | Beth Goddard        | Tarr Judit             |
| Mary                       | Caroline Goodall    | Menszátor Magdolna     |
| Baz                        | Darren Evans        | Hamvas Dániel          |
| Elsie                      | Ruth Sheen          | Egri Márta             |
| Patikus                    | Akbar Kurtha        | Horváth-Töreki Gergely |
| Faith                      | Sasha Dickens       | Csikos Léda            |
| Pris                       | Cleopatra Dickens   | Stern Hanna            |
| Agresszív kutyatulajdonos  | Jacob James Beswick | Molnár Levente         |
| Kelly                      | Nadine Marshall     | Nádasi Veronika        |
| Geoff                      | Brian Doherty       | Kardos Róbert          |
| Graham                     | George Turner       | Mayer Marcell          |
| Danielle                   | Franc Ashman        | Köves Dóra             |